# Albano Bizzarri
Albano Benjamín Bizzarri (Etruria, 9 de novembro de 1977) é um futebolista argentino que atua como goleiro. Atualmente defende o Foggia.

## Carreira
Iniciou a sua carreira futebolística em 1995, nas categorias de base do Racing Club, se profissionalizando em 1997. Chamou a atenção do poderoso Real Madrid, que o contratou em 1999 para ser reserva imediato do alemão Bodo Illgner. Disputou apenas sete partidas pelos Merengues, sempre como substituto de Illgner.
Em 2000, após a lesão no ombro sofrida pelo então titular, Bizzarri era cotado para ser o novo dono da camisa 1 do Real Madrid, mas o então desconhecido Iker Casillas desbancou o argentino, mantendo-se na posição desde então. Fora dos planos, Bizzarri foi jogar no Valladolid, onde alcançou relativo destaque, atuando por seis anos.
Deixou o Valladolid após o final do contrato, que não foi renovado, e assinou com o modesto Gimnàstic ainda em 2006. Não conseguiu se firmar na equipe da Catalunha, e após uma temporada, foi para a Itália, sendo contratado pelo Catania.
Ao final da temporada 2008-09, Bizzarri foi considerado o melhor goleiro do da Série A pela imprensa italiana, mas ele admitiu que não queria renovar o seu contrato. Então, o treinador do Catania na época, o ex-goleiro Walter Zenga, sacou Bizzarri e colocou o jovem eslovaco Tomáš Košický em seu lugar.
Finalmente, antes do início da temporada 2009-10, o goleiro ficou sem emprego, mas por pouco tempo - foi contratado a custo zero pela Lazio, visando repetir o bom desempenho mostrado no Catania, mas o uruguaio Fernando Muslera se tornaria titular absoluto da baliza azul e branca, deixando Bizzarri como um mero "coadjuvante de luxo". Em 4 temporadas, foram apenas 13 partidas.
Em 2013 assinou com o Genoa, onde atuou em apenas um jogo, justamente contra a Lazio, em março do ano seguinte. No Chievo, pelo qual atuou por 2 anos, alternou boas exibições com falhas incríveis em gols rivais - em 2015-16, foi um dos destaques de sua posição no campeonato, levando a equipe de Verona ao nono lugar.
Chegou ao Pescara em julho de 2016, assinando por um ano com os Golfinhos. Embora tivesse jogado 29 partidas, a inconstância de Bizzarri custou a titularidade: nas rodadas finais, Vincenzo Fiorillo assumiu a vaga do argentino.
Para a temporada 2017-18, a Udinese contratou o goleiro, inicialmente para ser opção no banco de reservas.
Para a temporada 2018-19, assinou com o Foggia. 

## Seleção
Bizzarri não teve oportunidades para defender a Seleção Argentina, mesmo tendo sido convocado para ser segunda opção para o gol na Copa América de 1999.

## Títulos
Real Madrid
- Liga dos Campeões: 1999-00

 Lazio
- Coppa Italia: 2012-13